# Stavoren
Stavoren (frizijsko: Starum (’sta:rəm; mestna frizijščina: Staveren) (nizozemsko in uradno: Stavoren in od leta 1930 do 1978 Staveren ; Starumersk : Staveren ), je mesto v občini Súdwest-Friesland. Do leta 2011 se je Starum nahajal v nekdanji občini Nijefurd. Mesto se nahaja na jugozahodnem koncu Frizije, s treh strani omejeno z vodo jezera Isel.

## Zgodovina
Mesto se v prvih virih imenuje Staveren in včasih Staveron . To ime verjetno pomeni toliko kot "pri Staves, Poles, Beskoaiing", kar kaže na pristanišče.

### Vozlišče
Stari Starum je nastal na stičišču vodnih in kopenskih poti. Ležal je ob rečici, ki se je izlivala v Vlie. Flie je bila široka zavesa, ki je tvorila povezavo med jezerom Flevo in Severnim morjem. Ena najstarejših podeželskih cest nemškega cesarstva je potekala čez Koevorden in Stienwyk do Stavorna in od tam naprej čez vodo do Medemblika. Torej, kdorkoli je potoval po tej cesti, je moral biti pri Stavornu postavljen čez Vlie. Ladje iz Utrechta so plule skozi Fecht, preko Flevomarja in Flyja do Severnega morja in šle tudi mimo Stavorena; da bi lahko pripluli v Frizijo.
To je bila gotovo tudi pot, po kateri je Bonifacij leta 754 prišel iz Utrechta v Dokkum. Skoraj stoletje kasneje je po tej poti šel tudi menih Odulf (boarne?). Utrechtski škof je poslal tudi Odulfa, da spreobrne Frizijce v krščanstvo. Zaradi gostega prometa iz pristanišča v smeri Stienwyka in Koevordena je menih leta 837 tukaj ustanovil samostan Odulfuskleaster.

### Mesto in trgovina
Stavoren je bil prvi izmed enajstih frizijskih mest, ki je dobil mestne pravice. V drugi polovici 11. stoletja je Friziji vladala nemška grofovska družina Brunoanov, ki je dobila ime po svojem predniku, ki se je imenoval Bruno. Grof Egbert, prav tako potomec te rodbine Brunovcev, je Stavorenu že leta 1061 podelil mestne pravice, ki jih je leta 1118 potrdil nemški cesar Henrik V. Bilo je pomembno trgovsko mesto, s trgovino vse do Anglije in Švedske. Veliki ladjarji in trgovci so vzdrževali številne trgovinske odnose z državami okoli Baltskega morja. Zaradi izuma zobnika se je ta trgovina okoli leta 1100 povečala.
Leta 1385 je Stavoren postal član Hanzeatske lige . Poveljniki Stavorena so imeli med prehodom Øresunda star privilegij; imeli so prednost pri carinjenju, kar je prihranilo veliko časa. Amsterdamsko pristanišče je imelo pomembno vlogo v trgovini na Baltskem morju. Zaradi hitro rastočega prebivalstva se je morala Holandija za oskrbo s hrano zanašati na uvoz žita iz držav Baltskega morja. Kapitani iz Frizije so bili zato ključnega pomena za Holandijo. Med vojnami med Holandijo in Frizijo je tudi Stavoren redno izbiral stran Holandije. Vendar ne v bitki pri Warnsu, ki ji pravijo tudi bitka pri Stavorenu.
Ob koncu srednjega veka se je trgovina v vrnila Stavoren. Mesto je propadalo. Na tej spremembi temelji zgodba Stavorenskih žena.

### Osrednji organ
Frizija je po letu 1525 padla pod cesarja Karla V. Dal je zgraditi veliko trdnjavo, da bi zadržal Frizijce. Ta trdnjava je tam stala do leta 1580, ko so jo prvič delno podrli. Kamni so bili uporabljeni za mestno obzidje. Leta 1996 so med izkopavanji našli kose tega zidu in tudi topovske krogle.
Po tistem času zatona so v 17. in 18. stoletju v republiki spet nastopili boljši časi, ko je prišlo do pomorskega prometa v daljne dežele. Toda v 19. stoletju je mesto še naprej propadalo in od mednarodnega pristanišča ni ostalo veliko. V poletnih turističnih dneh pa prostrano pristaniško mesto spet oživi. Na pomolih ob vhodu v pristanišče sta dve pristaniški luči in svetilnik.

### Trajektno pristanišče
Po izgradnji železnice Saandam-Inkhuzen do Amsterdama (s katero sta nastali trajektna linija Stavoren-Inkhuzen in železnica Stavoren-Ljouwert) je Stavoren postal pomembno južnomorsko pristanišče. Danes je Stavoren povezava med železnico do Snitsa in Leeuwardna z ladjo do Inkhuzena. Pristanišče je zdaj dom za ladje rjave flote.

### Občina
Leta 1984 je bila samostojna občina Stavoren ukinjena in Stavoren je pripadel Nijefurdu. Leta 2011 se je ponovno pridružil svoji soseščini v novi združeni občini Súdwest-Friesland.

## Zanimivosti
- Ženska iz Stavorena (2005)
- Nekdanja reformirana labodska cerkev
- Restavracija "Gosposka hiša"
- Pristanišče v Stavorenu (2008)
- Zgodovinski zemljevid in podoba mesta Stavoren iz leta 1664
- Marina za jahte v Stavorenu
- Nekdanja mestna hiša

Zaradi vodnih športov je v Stavorenu relativno veliko objektov. 

## Vredno ogleda
- Kip Gospe iz Stavorena
- Muzej Ponthús
- Nekdanja Mestna hiša Stavoren
- Svetilnik Stavoren
- JL Hooglandgemaal
- Nad vrtom

## Cerkve
Mesto je imelo več cerkva. Najstarejša cerkev je bila verjetno cerkev Sint-Odulphusa, ki je obstajala od 900 do 1132. Cerkev sv. Nikolaja ali reformirana cerkev je iz leta 1861 in je bila zgrajena kot naslednica bergelske vojne iz 16. stoletja.
Na pokopališču cerkve je pokopališče Stavoren, kjer ležijo člani posadk sestreljenih bojnih letal iz druge svetovne vojne.
V isti ulici, Voorstraat, stoji cerkvena stavba Minniste Gemeente iz leta 1858. Baptistična cerkev je malo dlje vzdolž te ulice in je iz leta 1886, vendar je bila leta 2001 zaprta. Reformirana Swannestjerke aan de Skâns je bila cerkev iz leta 1884, ki so jo leta 2002 zaprli. Od takrat je bil uporabljen kot razstavni prostor.

## Znani ljudje iz Stavorena
- Bernard van Haersma Buma
- Bendiks Cazemier
- Age Hains Boersma
- Andreas Cornelius
- Sybrand Marinus van Haersma Buma
- Aleida Gelderska
- Viljem v Braklu
- Johannes van Hout